# Уэксфорд (графство)
Уэксфорд, или Лох-Гарман (ирл. Loch Garman; англ. Wexford) — графство на юго-востоке Ирландии. Входит в состав провинции Ленстер на территории Республики Ирландии. Административный центр и крупнейший город — Уэксфорд. Население — 145 320 человек (10-е место среди графств Республики Ирландия; данные 2011 года).

## Физико-географическая характеристика

### Географическое положение

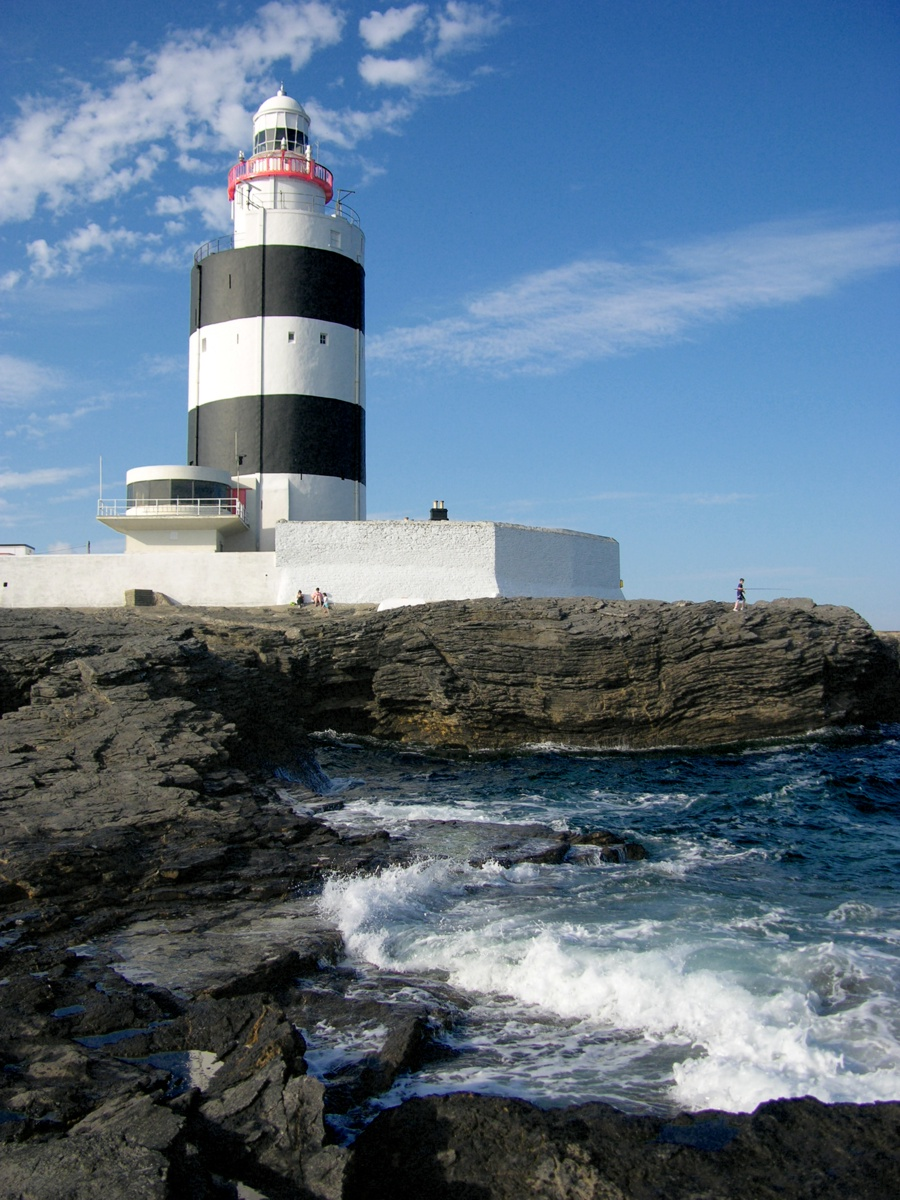
Маяк Хук Хэд на берегу Ирландского моря

Графство Уэксфорд расположено на юго-востоке Ирландии на берегу Ирландского моря. Регион занимает часть Ленстрской цепи, в которую входят горы Уиклоу и прибрежная Уэксфордская возвышенность. Высшая точка — гора Блэк-Рок (599 м).
Площадь территории 2367 км² (10-е место в стране).

### Климат
Уэксфорд имеет прозвище «sunny southeast», в переводе — «солнечный юго-восток». Жители Ирландии именуют так графство за большое количество ясных и солнечных дней, в отличие от других регионов страны.
В целом, климат Уэксфорда достаточно мягкий, но изменчивый, из-за близости океана. Североатлантическое течение, которое является продолжением Гольфстрима, оказывает заметное воздействие на зимы, которые здесь очень умеренные. Самые холодные месяцы — январь и февраль, со средними температурами от - 4 до -8 °C; самые теплые — июль и август с температурами от 12 до 18 °C.
Среднегодовое количество осадков находится в пределах 800—1200 мм, при этом большая их часть выпадает в тёплое время года.
Преобладают ветра юго-западного направления.

### Гидрография
Основные реки графства — Барроу (192 км) и Слэни, кроме того по землям Уэксфорда протекают Оуэндафф, Поллмаунти, Коррок, Аррин, Боро, Оуэнайворах и Банн.
Крупные пресноводные озёра отсутствуют, за исключением малых водоёмов на побережье.

### Флора и фауна
На территории графства произрастают — дуб, ясень, платан, ольха, тёрн, боярышник, бук, берёза, вишня, дрок, вяз и сосна.
Среди животных, обитающих в Уэксфорде можно отметить такие виды как барсук, заяц, выдра, ёж, лисица, норка, летучие мыши, белка, крыса, горностай, а также множество птиц — ворон, ласточка, крачка, гуси, шотландская куропатка или граус (особый подвид белой куропатки, которые не белеет на зиму), ушастая сова, болотная сова, и сипуха.

## История

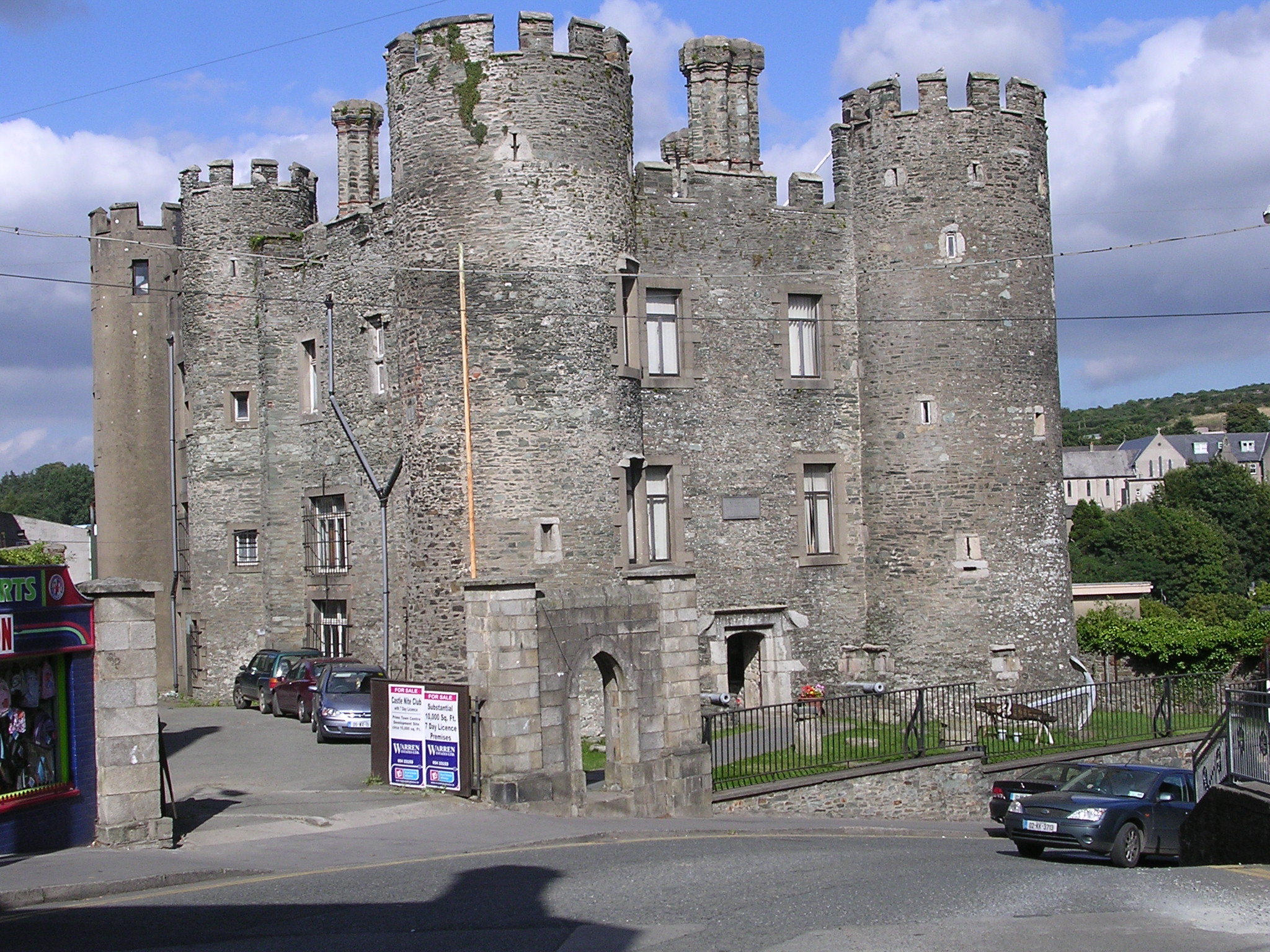
Замок Эннискорти

Первый человек на территории современного графства Уэксфорд появился ещё в неолите, о чём свидетельствуют многочисленные археологические находки, относящиеся к той эпохи, а также дольмены.
В V веке Уэксфорд стал одной из первых территорий в Ирландии, где было принято христианство. Позднее, в 819 году монастыри и храмы были разграблены в ходе набега викингов, которые основали здесь своё поселение. В 1169 году Уэксфорд вновь подвергся вторжению, на этот раз со стороны нормандцев, которое изначально было неудачным (им удалось закрепиться лишь на небольшой территории), но с течением столетий привело к колонизации страны и присоединения её к Англии. Результатом этого вторжения стало возникновение местного языка йола, сохранившего многие пережитки древнеанглийского языка и исчезнувшего в середине XIX века.
23 октября 1641 года в Ирландии вспыхнуло народное восстание против англичан. Однако, войска Оливера Кромвеля в 1649 году жестоко подавили выступления местных жителей, а также конфисковали земли в свою пользу.
В 1798 году на территории графства произошло ещё одно восстание, в ходе которого случились крупные сражения в районах Винегар Хилл и Нью-Росс.
Во время Второй мировой войны поселения региона подверглись бомбардировкам немецкой авиации.

## Экономика

### Сельское хозяйство
Сельское хозяйство является основой экономики графства. Животноводческие фермы выращивают крупный рогатый скот, овец, свиней и птицу. Среди выращиваемых на полях Уэксфорда культур можно отметить пшеницу, ячмень, рапс, овёс, картофель, сахарную свёклу; в закрытых помещениях и теплицах культивируются томаты, грибы, клубника садовая, земляника садовая.
Особое место в экономической структуре региона занимает молочная промышленность. Так, широкое признание получил такой сорт сыра как уэксфордский Чеддер.

### Рыболовство
Приморское положение графства позволяет активно развиваться рыболовной отрасли хозяйства. В водах Ирландского моря, в реках и озёрах Уэксфорда добываются — сельдь, скумбрия, треска, морской чёрт, путассу, окунь, судак, морской петух, пикша, кефаль, минтай, морской угорь, лосось, форель, щука, карп, линь и морские моллюски.

### Транспорт

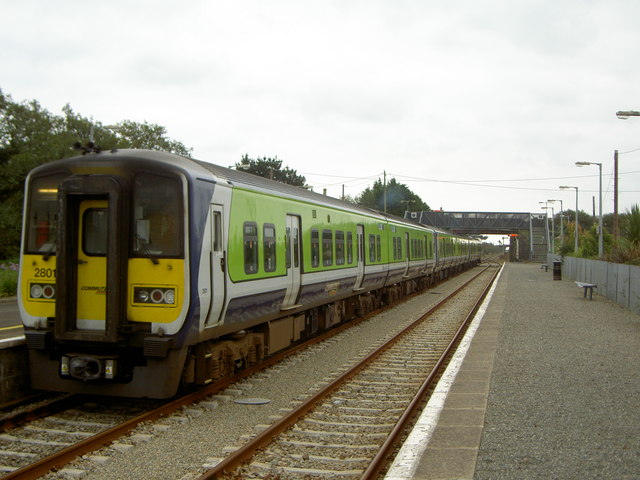
Поезд на станции в городке Росслэр

Через графство проходят железнодорожные ветки Дублин — Горэй — Эннискорти — Уэксфорд — Росслэр, по которой ежедневно курсирует три поезда в обоих направлениях; и Росслэр — Уэксфорд — Лимерик.
Автобусное сообщение осуществляется через маршруты № 2 и № 5 транспортной компании «Éireann», которые связывают Уэксфорд, Нью-Росс, Эннискорти и Дублин.
От порта Росслэр отходят паромы до Уэльса (Пэмброк и Фишгуард) и Франции (Шербур-Октевиль, Роскофф и Гавр).

## Достопримечательности
На территории графства находится множество природных и историко-культурных достопримечательностей. Туристам интересны Ирландский национальный археологический парк, сады и замок Джонстаун, Селскарское аббатство.